# Anna Chromy
Anna Chromy (Český Krumlov, 18 giugno 1940 – Principato di Monaco, 18 settembre 2021) è stata una scultrice e pittrice ceca.

## Biografia
Nata in Boemia, Anna Chromy, pittrice e scultrice, inizia la propria formazione artistica a Vienna, per poi trasferirsi a Parigi nel 1968 e proseguire gli studi presso l'Académie des Beaux Arts, l'Académie de la Grande Chaumière, alla Sorbona di Parigi, inoltre studia anche con Salvador Dalí.
Dalla fine degli anni ’70 le sue opere sono state esposte attraverso installazioni e mostre in Europa e nel mondo, numerose sono anche le commissioni pubbliche per esposizioni urbane permanenti o temporanee.
Dal 1988 l’artista ha uno studio a Pietrasanta, dove lavora presso le fonderie e i laboratori del territorio. Nella zona della Versilia si trovano le sculture Controvento e le Quattro Costellazioni (2001), in Piazza Navari-Pontile a Forte dei Marmi e Il Danzatore (2003), in Piazza dello Statuto a Pietrasanta.
(Anna Chromy)
Presso il Museo dei Bozzetti ‘Pierluigi Gherardi’ di Pietrasanta si trovano i bozzetti in gesso del Danzatore (1966) e La morte (1993).

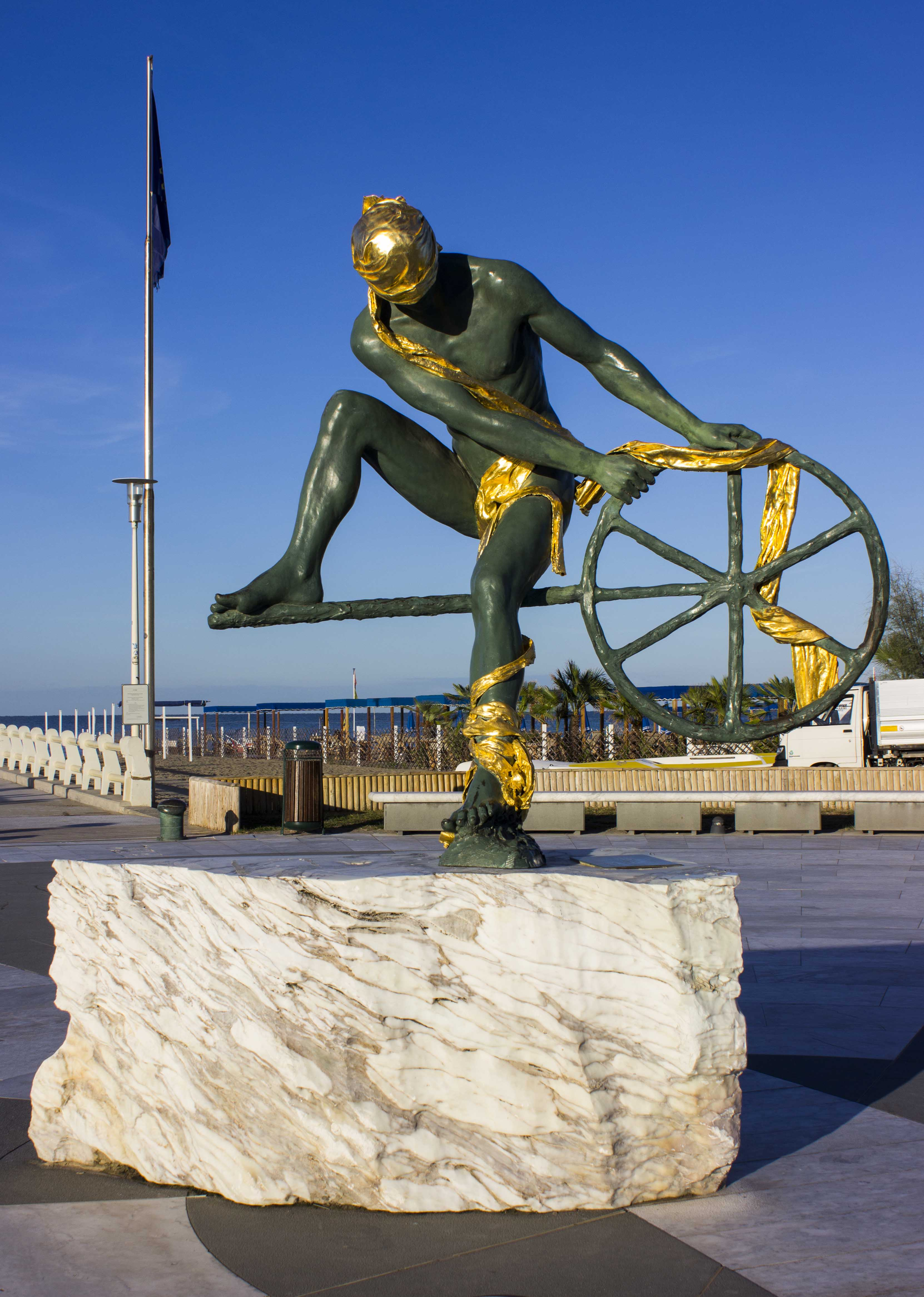
Ulisse o Controvento, 2000, bronzo, 190x180x120 cm. Pontile, Piazza Navari, Forte dei Marmi

Nel 2000 espone a Praga, in occasione della retrospettiva dedicata a Mozart dalla città, successivamente viene collocata la Fontana dei Musicisti e la statua del Commendatore, davanti al teatro dove nel 1789 ebbe luogo la prima rappresentazione del Don Giovanni.
Molti sono i riconoscimenti ricevuti dall’artista, come il Premio Michelangelo in Toscana, i premi Dali e Kafka a Praga, è stata eletta membro onorario dell’Associazione Nazionale di Scultura in Cina ed invitata a esporre in luoghi come la Place Vendôme di Parigi e nei principali musei. 
È l’artista con il maggior numero di sculture pubbliche permanenti (70) collocate in tutta Europa e in Cina.
Muore a 81 anni all'ospedale di Monaco il 18 settembre 2021, dopo una lunga malattia.

## Stile e contenuti
(Anna Chromy)
Le sculture di Anna Chromy sono connotate da un lirismo contemporaneo che scaturisce dall'amore per la tradizione, ma anche dalla lezione dei grandi maestri del secolo scorso.
In Italia ritrova parti delle sue radici nella forte convinzione religiosa di un Paese in cui la vita è un palcoscenico ricolmo di tesori artistici. Qui, dove regnano la bellezza dell'antica Grecia e di Roma, del Rinascimento e del Barocco, l’artista ha trovato nuovi stimoli creativi e vitali che, come scrive lei stessa, sembravano dirle  "Anna non cedere; combatti il male e la bruttezza attraverso la bellezza ispirata. Torna alle radici dell'Europa, agli antichi miti e alla salvezza attraverso il nostro Signore Gesù Cristo”.

## Sculture pubbliche

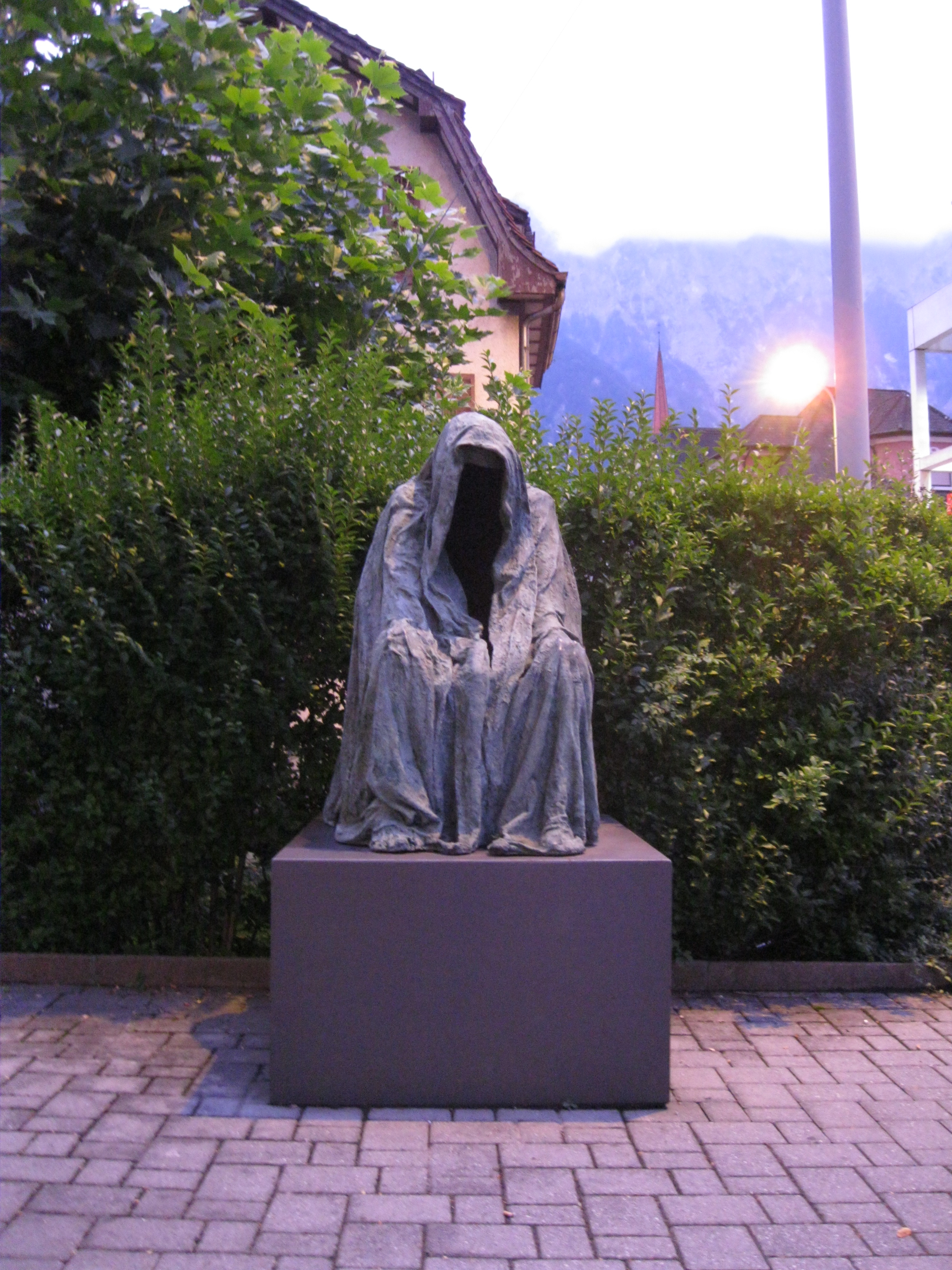
The Cloak a Schaan, Liechtenstein.

- Sylt/Keitum, St. Severin, Takerwai – The Cloak
- Lussemburgo, Petrusse – Violin player and Trumpet player
- Norimberga, Nuernberger Versicherung, Cheruskerstrasse – Christoph Willibald Gluck,  Donna Elvira and Don Ottavio
- Norimberga, Staatsoper, Richard Wagner Platz – Christoph Willibald Gluck
- Neumarkt/Oberpfalz, Willibald-Gluck-Gymnasium, Christoph Willibald Gluck
- Karlsruhe, Hauptfriedhof, Haid und Neustr. – The Cloak
- Stoccarda, SI-Centrum, Plieningerstr. – Don Ottavio
- Ulm, Theater, Neutorstraße – Portrait of Herbert von Karajan
- Eltville am Rhein, Leinpfad – Carmen
- Munich/Garching, St. Severin – Christ on cross
- Praga 1, Stavovske divadlo, V. Kotcich – The Cloak
- Praga, Senovazné namesti – Czech Musicians
- Praga 1, Senovazné namesti – Dancer
- Praga 1, Malostranské nam. 258/13, Mala Strana – Franz Schubert
- Salzburg, Makartsteg – Herbert von Karajan
- Salisburgo, Dom, Kapitelplatz – The Cloak
- Salisburgo/Anif, Kirchplatz – Portraits of Herbert von Karajan, Norio Ohga, Graf Moy, Dr. Hans Katschthaler, Dr. Hans Krueger
- Schaan/Liechtenstein, Moebelhaus Thoeny – The Cloak
- Vilnius, Lithuania, Lewben Art Foundation –  The Cloak
- Monaco, Palais Princier – The Cloak
- Monaco, Harbor, Yachtclub – Ulisse
- Monaco, Grimaldi Gardens, Larvotto – The Cloak
- Roquebrune Cap Martin, Carrefour Saint Martin – The Cloak of Saint Martin
- Roquebrune Cap Martin / Vieux Village, Place des deux Frères – La France Triomphante
- Roquebrune Cap Martin, Parc du Cap Martin – Le Coq
- Roquebrune Cap Martin, Parc du Cap Martin - Carmen
- Roquebrune Cap Martin, Domaine Privé, Av. Centrale – The Cloak
- Menton, Musée de l’Art, Av. de la Madonne – Ritratto di Oscar Wilde
- Menton, Bastion, Promenade du Soleil – Ulisse
- Alba, Museo Ferrero – The Cloak
- Portofino, Porto, Museo del Parco – Dancer
- Carrara, Studi d’Arte Cave Michelangelo, Via Piave – Monumental Cloak
- Forte dei Marmi, Pontile, Piazza Navari – Ulisse e le Quattro Costellazioni
- Pietrasanta, Piazza dello Statuto – Dancer
- Pietrasanta, Sant’Agostino, Museo dei Bozzetti – The Cloak
- Marina di Pietrasanta, Villa La Versiliana – Donna Anna
- Pisa, Scuola Superiore di Sant’Anna, Piazza Martiri della Libertà – Sisyphus
- Firenze, Palazzo Panciatichi – Donna Elvira
- Bologna/Zola Predosa, Fondazione Ca’ la Gironda – The Cloak
- Assisi, Basilica e Convento di San Francesco, Piazza San Francesco – San Francesco and Donna Povertà, San Martino, Cloak of Conscience
- Atene, National Archeological Museum, Totsitsa – The Cloak
- Barcellona, Fundaciò Fran Daurel, Village el Poble Espanyol – Don Giovanni
- Gerusalemme, Hadassah Medical Center Ein Kerem – The Cloak
- USA: Redding (CT), InSitu Sculpture Garden “Garden of Contemplation”, Diamond Hill – The Cloak

CINA
- Guangzhou, Museum of Modern Art – Sisyphus and Carmen
- Guangzhou, Science City – Galileo Galilei
- Beijing, National Sculpture Academy – Olympic Spirit
- Beijing, Sunshine Insurance HQ – Monumental Sunshine Goddess
- Beijing, Sunshine Insurance HQ – Fountain of musicians
- Chengdu, Sunshine Insurance – Sunshine Goddess
- Beijing, National Museum of China – The Cloak
- Beijing, Phoenix Satellite Media Center – Silk road

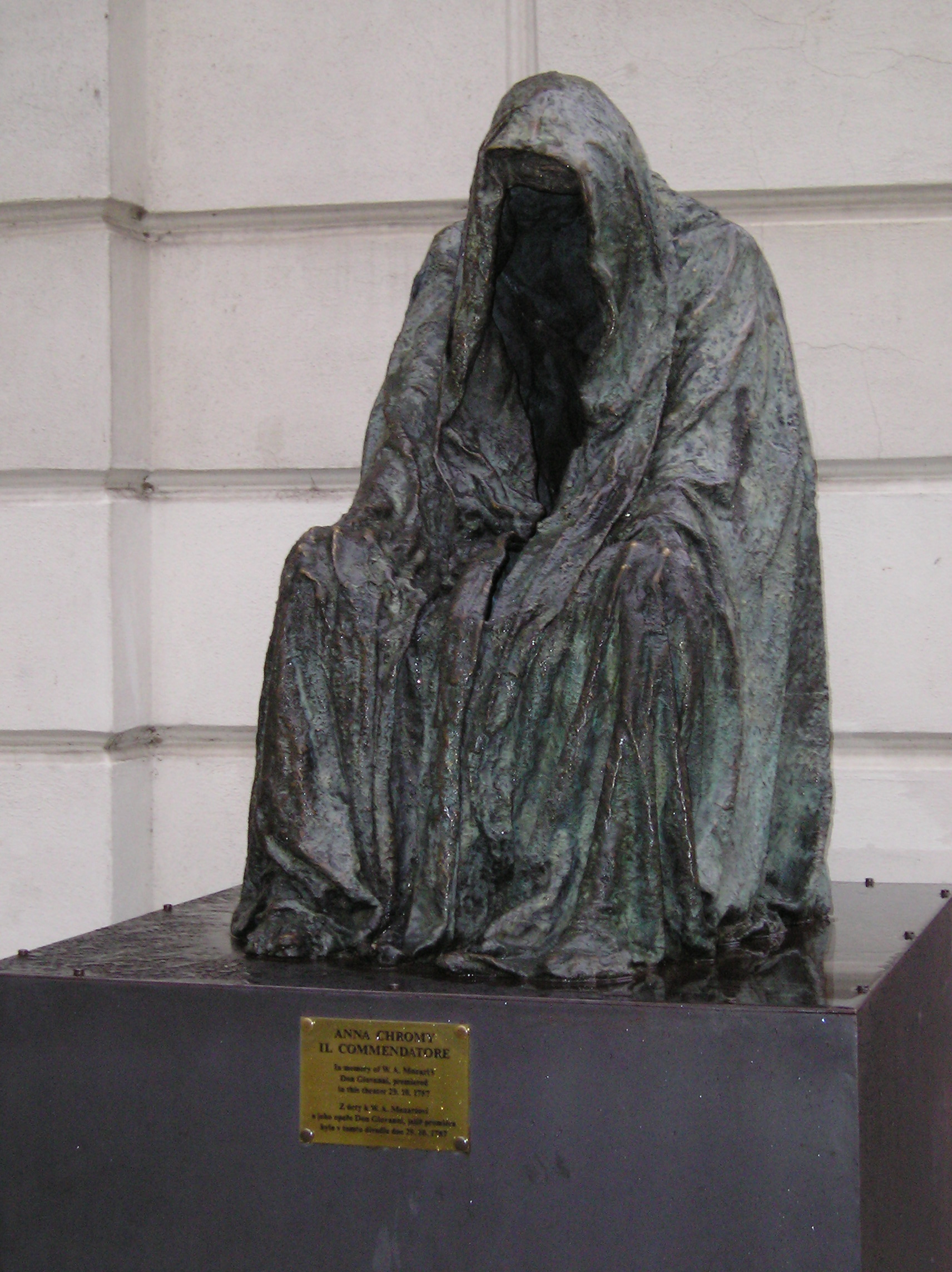
Anna Chromy, Commendatore, 1993, bronzo, 125x85x120 cm. Praga
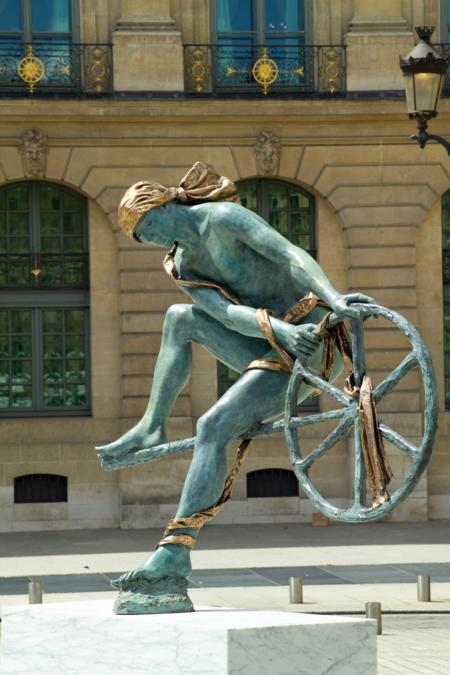
Ulisse o Odisseo, 2000, bronzo patinato, 190x180x120 cm. Monaco
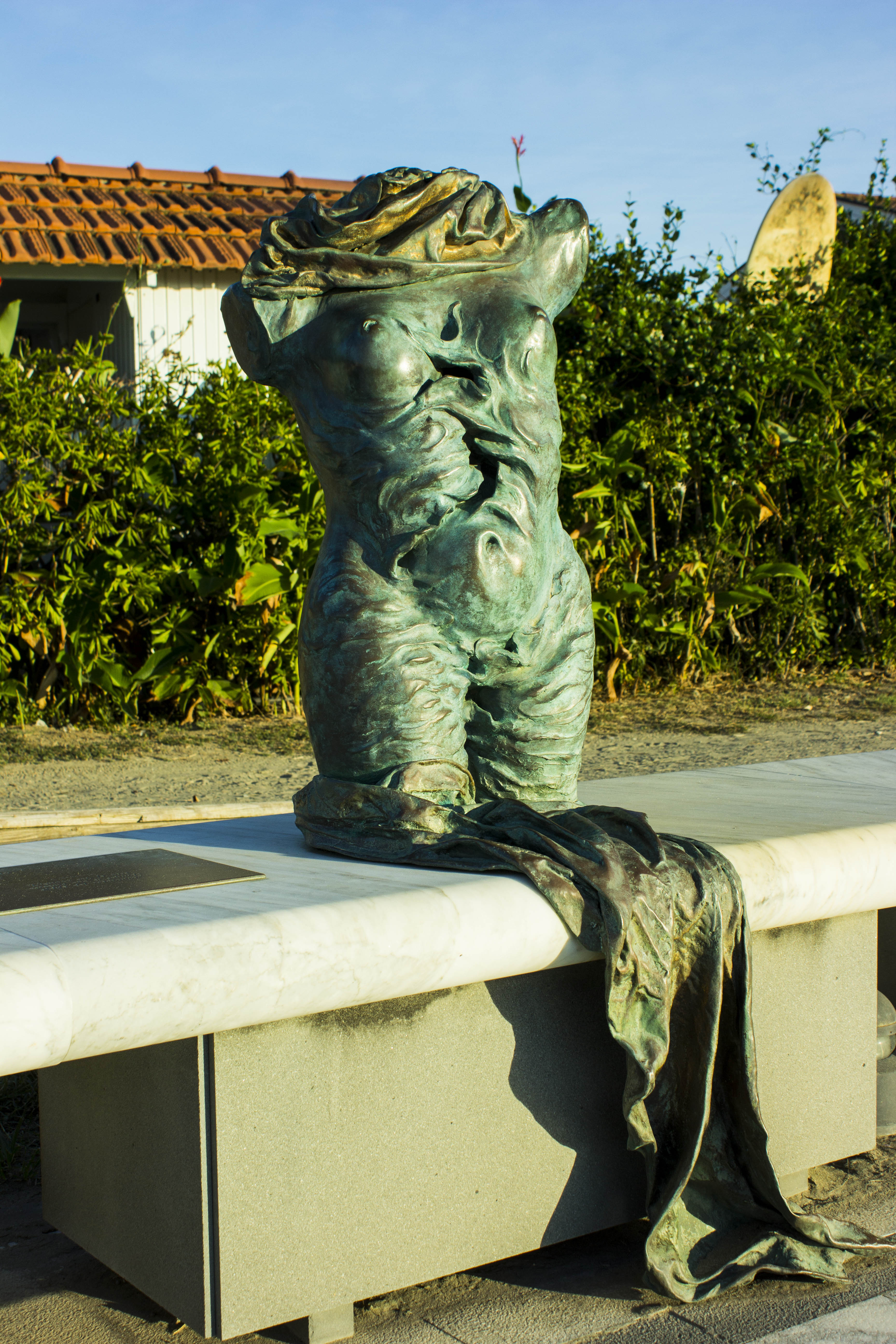
Lyra, Quattro costellazioni, 2001, bronzo patinato, 95x40x40 cm. Pontile, Piazza Navari, Forte dei Marmi
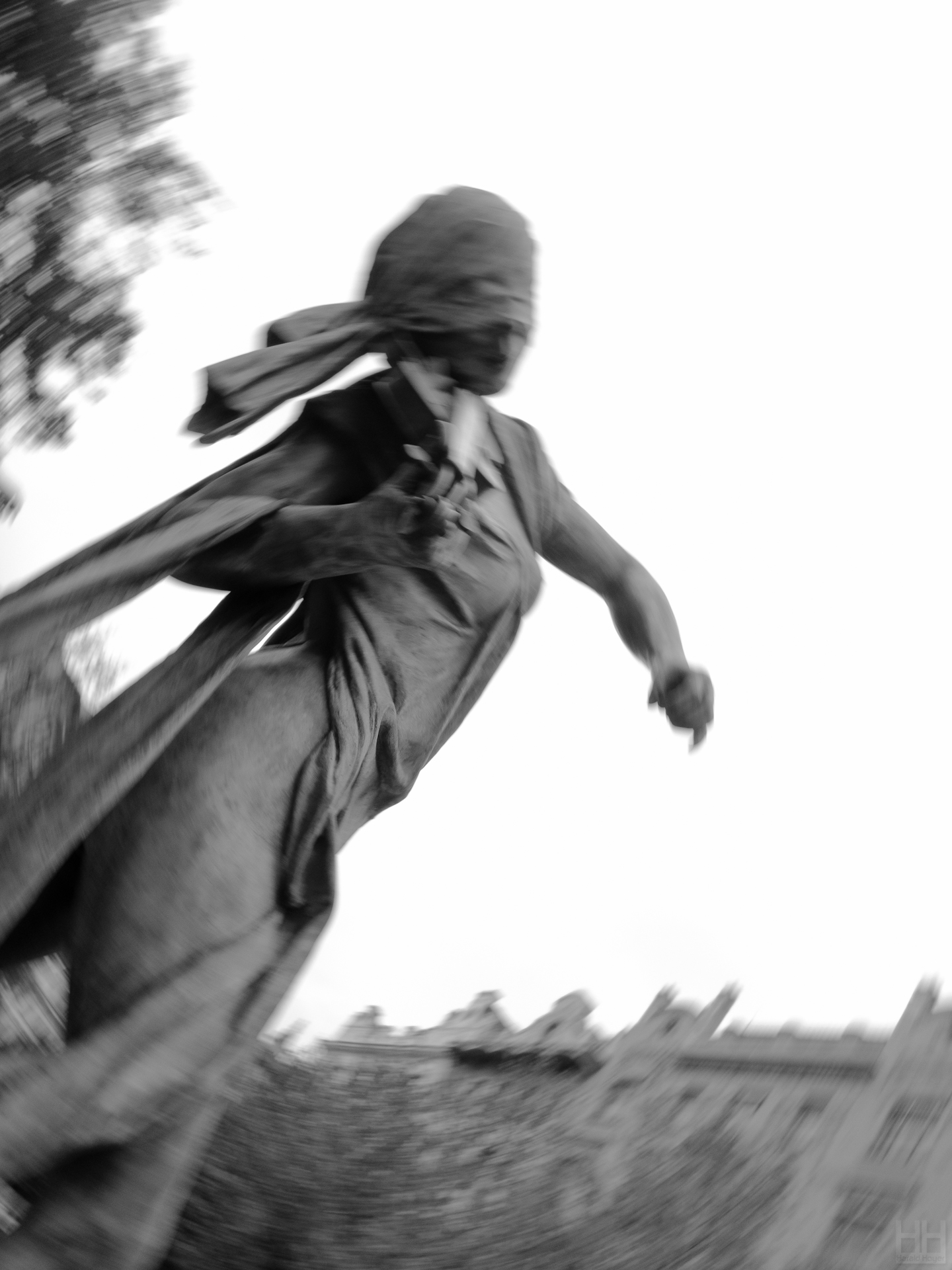
Czech Musicians, o Dancing Fountain, dettaglio, Piazza Senovazne, Praga
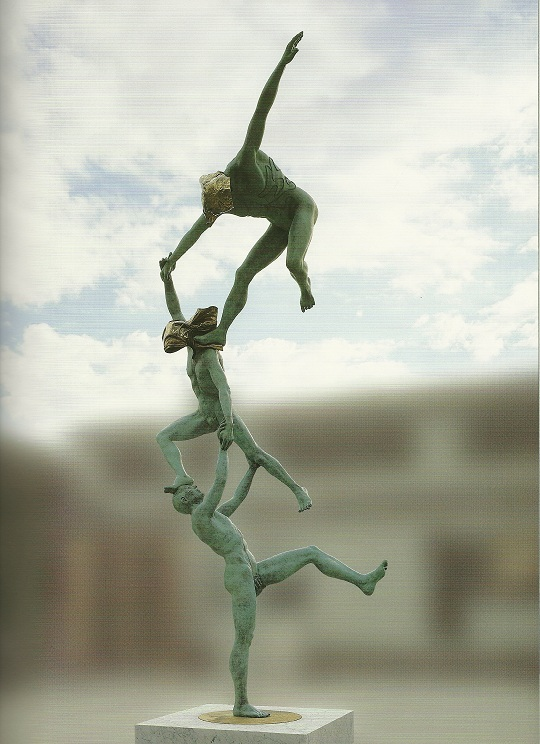
Anna Chromy, Olympic Spirit, 2004, bronzo, cm 80x25x40

## Esposizioni
- 2019 Pisa, Toscana, City Center, Sculpture Exhibition Spiritual Archetypes
- 2019 Cascina, Toscana, Summer Festival Site, Sculpture Exhibition Music Of The Rivers
- 2017 Astana, Library of First President of the Republic
- 2017 Torre del Lago, Gran Teatro Puccini
- 2016 Pechino, Phoenix Media Center
- 2015 Pechino, National Museum of China
- 2014 Cap Ferrat, Port Saint Jean
- 2013 Shanghai, Bund No. 1
- 2013 Pechino, Art Fair
- 2012 Foshan, Art Museum
- 2011 Saint Tropez, Vieux Port
- 2009 Pechino, Hong Kong Jockey Club Gallery
- 2007 Atene, National Archeological Museum
- 2005 Parigi, Place Vendome
- 2005 Canton, Art Fair
- 2004 Pietrasanta, Sant’Agostino Museum and Piazza Duomo Houses
- 2000 Praga, Cultural Capital of Europe
- 1996 Monte Carlo e Parigi, Opera

## Dipinti

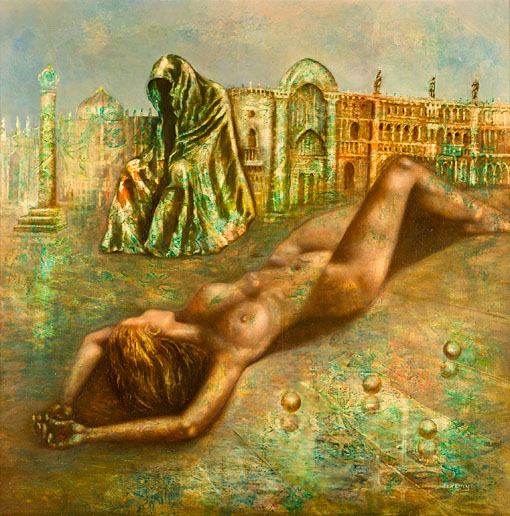
To be or not to be, 1980, olio su tela, 100x100 cm
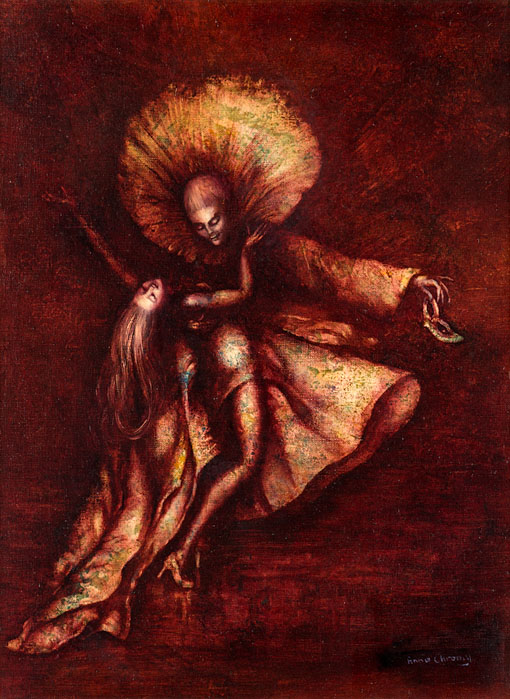
Ball in Venice, 1979, olio su tela 60x45 cm
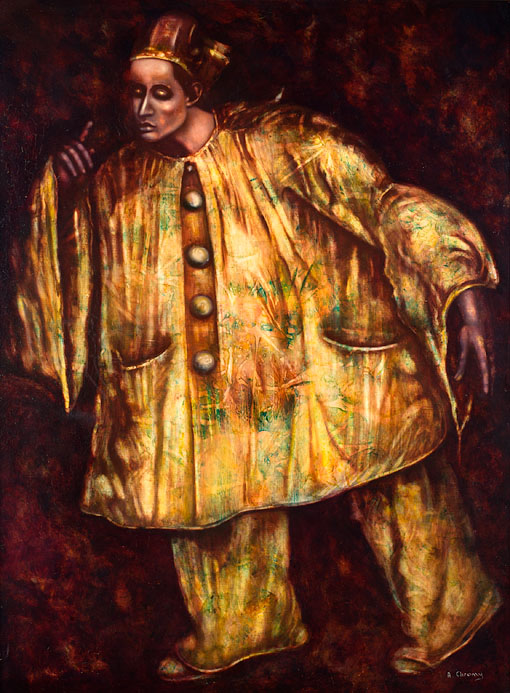
Clown, 1982, olio su tela, 130x95 cm